# ウエスギ
ウエスギ株式会社は、広島県福山市に本社を置く繊維関係量販店である。明治2年1月創業、昭和35年10月6日設立。
福山市船町6番20号から撤退し、福山市伏見町3―3の仮店舗に本社機能ならびに外商部の「外商課」と学生服販売の「スクール課」を置いた。跡地は、信和不動産による地上20階建てマンションになる。
2023年9月7日、福山市市東桜町3―3の元NTTドコモビルに本社機能ならびに外商部の「外商課」と学生服販売の「スクール課」を移転。
2025年4月20日、ウエスギスクールショップをitiSETOUCHIから福山市野上町2丁目6-6　SATOビル12　1階に移転。

## 店舗
- 広島店（広島県広島市南区紙屋町2-2-18　サンモール4F[6]）
- 笠岡店（岡山県笠岡市､笠岡シーサイドモール[7]）
- 三次店（広島県三次市十日市東4丁目1番30号　サングリーン2F）2018年11月9日出店[8]
- ウエスギスクールショップ（広島県福山市西町1-1-1　iti-SETOUCHI 1F）[9] →福山市野上町2丁目6-6　SATOビル12　1階に移転。

### 閉店になった店舗
- 岡山店（岡山県岡山市北区、クレド岡山）[10]
- 倉敷店（岡山県倉敷市西阿知2丁目11-1[11])、1968年(昭和43年)11月 ｰ えびす本通りに開店。
- 井原店（岡山県井原市井原町318-4、ポニー1階）2015年10月30日 - 閉店[12]。
- 瀬戸田店（尾道市瀬戸田町407-13 フレスタモールカジル瀬戸田）、2020年3月26日 ｰ 閉店[13]。
- 西条店（広島県東広島市､フジクラン西条駅前店）
- 福山店（キリン店・リボン店、広島県福山市船町6-20）2023年4月10日 ｰ 閉店。→生地・衣料売場はさんすて福山店に。
- さんすて福山店（生地・手芸品売場）笠岡店へ統合という形で、2024年3月31日 ｰ 閉店[14]。
- 笠岡2号店（笠岡シーサイドモール1階）
- 尾道店[15]（広島県尾道市)、1986年(昭和61年)11月 ｰ 本通りに出店。1997年(平成9年)5月 ｰ 常設店からスポット店へ転換。
- 屋島店[16]（香川県高松市屋島西町2109-20)、2002年(平成14年)2月 ｰ ダイエーショッパーズモール屋島、2階に開店。
- 五日市店[17]（広島県広島市)、1993年(平成5年)7月 ｰ 開店。2004年(平成16年)1月 ｰ 閉店。
- 曙店[18]（福山市曙町3丁目17-20)、2003年(平成15年)9月 ｰ 開店。
- リンクス（福山市東深津町3丁目19-5）